# Tha Mai (huyện)
Tha Mai (tiếng Thái: ท่าใหม่) là một huyện (‘‘amphoe’’) của tỉnh Chanthaburi, phía đông Thái Lan.

## Lịch sử
Huyện này được lập năm 1900, sau đó được đặt tên là Khamong (โขมง). 4 năm sau, văn phòng huyện đã được dời đến khu vực Wat Khao Phloi Waen, và tên huyện đã được đổi tên thành Phloi Waen. Khi văn phòng huyện được dời đến Tambon Tha Mai năm 1917, huyện này được đổi tên theo tambon trung tâm.

## Địa lý
Các huyện giáp ranh là (từ phía tây theo chiều kim đồng hồ) Na Yai Am, Kaeng Hang Maeo, Khao Khitchakut, Mueang Chanthaburi và Laem Sing của tỉnh Chanthaburi. Tây nam là vịnh Thái Lan.

## Hành chính
Huyện này được chia thành 14 phó huyện (tambon), các đơn vị này lại được chia thành 124 làng (muban). Có 3 thị trấn (thesaban tambon) - Tha Mai nằm trên lãnh thổ toàn bộ  ‘‘tambon’’  Tha Mai and Yai Ra, Noen Sung nằm trên một phần của tambon Khao Wua và Khao Baisi, và Nong Khla nằm trên một phần của Thung Bencha. Ngoài ra có 12 tổ chức hành chính tambon (TAO).
| Số TT | Tên           | Tên tiếng Thái | Số làng | Dân số |  |
| ----- | ------------- | -------------- | ------- | ------ |  |
| 1.    | Tha Mai       | ท่าใหม่          | -       | 7.587  |  |
| 2.    | Yai Ra        | ยายร้า          | -       | 1.481  |  |
| 3.    | Si Phaya      | สีพยา           | 11      | 1.645  |  |
| 4.    | Bo Phu        | บ่อพุ            | 8       | 1.359  |  |
| 5.    | Phloi Waen    | พลอยแหวน       | 7       | 1.692  |  |
| 6.    | Khao Wua      | เขาวัว          | 9       | 3.502  |  |
| 7.    | Khao Baisi    | เขาบายศรี       | 12      | 7.552  |  |
| 8.    | Song Phi Nong | สองพี่น้อง        | 17      | 7.483  |  |
| 9.    | Thung Bencha  | ทุ่งเบญจา        | 14      | 11.518 |  |
| 11.   | Ramphan       | รำพัน           | 10      | 3.412  |  |
| 12.   | Khamong       | โขมง           | 6       | 2.823  |  |
| 13.   | Takat Ngao    | ตะกาดเง้า       | 10      | 7.638  |  |
| 14.   | Khlong Khut   | คลองขุด         | 10      | 4.620  |  |
| 24.   | Khao Kaeo     | เขาแก้ว         | 10      | 6.375  |  |

Các số không có thuộc tambon nay lập nên  các huyện Kaeng Hang Maeo và Na Yai Am.